# Долгое (озеро, Городокский район, бассейн Овсянки)
До́лгое (бел. До́ўгае) — озеро в Городокском районе Витебской области Белоруссии. Относится к бассейну реки Овсянка, протекающей через озеро.
Водоём расположен в 28 км к северу от города Городок и в 0,5 км к востоку от деревни Терехи, посреди болота.
Площадь поверхности озера составляет 0,06 км². Длина — 0,37 км, наибольшая ширина — 0,25 км. Длина береговой линии — 0,9 км.
Ниже по течению реки Овсянка, протекающей через водоём, находится озеро Нёгро.